# كالفين هولمز كارتر
كالفين هولمز كارتر (بالإنجليزية: Calvin Holmes Carter)‏ هو سياسي أمريكي، ولد في 19 مايو 1829، وتوفي في 18 سبتمبر 1887.